# 661
Cette page concerne l'année 661  du calendrier julien. Pour l'année 661 av. J.-C., voir 661 av. J.-C. Pour le nombre 661, voir 661 (nombre).
L'année 661 est une année commune qui commence un vendredi.

## Événements
- 24 janvier : le gendre du prophète de l'Islam, `Ali est assassiné par un kharidjite dans la mosquée de Kufa. Mu'awiyya marche sur Kufa. Les gens de Médine, de la Mecque et de Kufa élisent le fils de 'Ali, Al-Hassan comme Calife, mais la réconciliation de ce dernier avec Mu'awiyya qui reçoit le Califat des mains mêmes d'Al-Hassan empêche temporairement la résistance des opposants alides (fin en 680)[1]. Mu’awiyya réunit le conseil des shaykhs à Damas et en province, ce qui favorise le ralliement des tribus et permet au calife de remplacer le système électif par un système dynastique : il désigne lui-même son fils Yazid comme son successeur et fait ratifier ce choix par le conseil des shaykhs.
- 24 juillet[2] : mort de l'impératrice Saimei alors qu'elle se préparait à conduire les troupes japonaises pour soutenir le royaume coréen de Paekche attaqué par le Silla et la Chine[3]. Début du règne de l'empereur Tenji du Japon.

- Début du règne conjoint de Perctarith et Godepert, rois des Lombards (fin en 662)[4].
- L'empereur byzantin Constant II nomme à Naples le duc Basilius[5].
- Wulfhere de Mercie, après sa victoire sur le roi Cenwalh, ravage le Wessex et s'empare de l'île de Wight[6].
- Fondation de l'abbaye de Maubeuge[7].

## Naissances en 661
- Gemmei, fille de l'empereur Tenji, impératrice du Japon.

## Décès en 661
- 24 janvier : Ali, le gendre de Mahomet, assassiné en Irak par Abd-al-Rahman ibn Muljam, un ex-partisan devenu kharijite.
- 17 février : Finan, évêque de Lindisfarne[8].
- 24 juillet : Saimei, impératrice du Japon.

- Aripert, roi des Lombards